# Gustaf Thorsell (veterinär)
Johan Gustaf Thorsell, född den 14 oktober 1887 i Marma, Alunda socken, Uppland, död den 6 januari 1935, var en svensk veterinär och psalmförfattare. 
Gustaf Thorsell var son till en folkskollärare. Han avlade studentexamen 1905, veterinärexamen 1909 och var besiktningsveterinär i Enskede slakthus under hela sitt yrkesverksamma liv. På ledig tid ägnade han sig åt författarskap och utgav bland annat diktsamlingarna Tempelkällan 1917, Hemkomsten 1920 och Livets bägare 1925. 
Thorsell har bland annat skrivit psalmerna Kristus, hjälten, han allena och Jag vill icke grubbla och sörja. Han ägnade över huvud taget mycket tid åt det pågående psalmboksarbetet, utan att själv sitta med i någon kommitté.
Thorsells främsta insats i svensk psalmhistoria var att han hösten 1934 ringde Anders Frostenson nästan varje vecka och uppmanade honom att börja skriva psalmer. Och till slut lovade Frostenson att försöka – under första veckan 1935 satt Frostenson på Sigtunastiftelsen och skrev ett antal psalmer, bland annat Jesus från Nasaret går här fram. Frostenson berättar:
Så reste jag tillbaka till Stockholm en söndagkväll. Och tänkte att jag genast skulle ringa upp Gustav Thorsell och be att få komma upp och visa de här psalmförsöken. Men det var sent på kvällen; jag tänkte: jag ringer i morgon bitti i stället. Så ringde jag då upp och frågade efter honom. Det blev alldeles tyst i telefon; sen sa hans hustru: "Gustav Thorsell har dött i natt." Jag blev oerhört skakad. Men så kände jag också något annat: det var ett testamente – att ha ett ansvar för svensk psalm.